# Katastrofa lotu ADC Airlines 53
Katastrofa rejsu ADC Airlines lot 53 wydarzyła się 29 października 2006 w Abudży w Nigerii. Samolot Boeing 737-2B7 linii ADC Airlines rozbił się na polu kukurydzy kilka chwil po starcie. Zginęło 97 osób (w tym jedna na ziemi), ocalało 10 osób. Samolot leciał z Abudży do Sokoto.

## Samolot
Boeing 737-2B7 (nr rej. 5N-BFK) został wyprodukowany dnia 27 września 1983. Przed wypadkiem w Abudży wylatał ponad 44,088 godzin.

## Przebieg lotu
Maszyna leciała z Lagos do Sokoto z międzylądowaniem w Abudży. O godzinie 11:14 kapitan samolotu poprosił o zgodę na kołowanie do pasa nr 22. Kontrolerzy wydali pozwolenie na start. Przed startem kontroler poinformował pilotów o pogarszającej się pogodzie. O godzinie 11:28 samolot wystartował z lotniska Nnamdi Azikiwe International Airport.
Problemy zaczęły się w trakcie wznoszenia. Pilotom udało skontaktować się z kontrolerami, ale kilka sekund później, maszyna spadła na pole kukurydzy i stanęła w płomieniach, zabijając kobietę na ziemi, która została ciężko zraniona odłamkami Boeinga. Śmierć poniosło 97 osób (w tym jedna na ziemi), ocalało 10 osób.
Przyczyn katastrofy nie udało się ustalić.

## Inne katastrofy
Katastrofa lotu 53 była 11. katastrofą lotniczą w Nigerii od 1995 roku. Od tamtego czasu w katastrofach lotniczych w Nigerii zginęło ponad 500 osób. Poprzednia katastrofa zdarzyła się rok przed tragedią lotu 53. W wyniku katastrofy samolotu linii Bellview Airlines, śmierć poniosło 117 osób.